# Nederlands Film Festival 2008
Het Nederlands Film Festival 2008, was de 28e editie en werd gehouden van 24 september tot en met 3 oktober in Utrecht. Het festival werd geopend met de première van de film Het echte leven. Het festival werd afgesloten met het Gala van de Nederlandse film. Hier werden onder anderen de Gouden Kalveren uitgereikt, met nog enkele andere prijzen.
De jury voor de Gouden Kalveren bestond in 2008 uit voorzitter Frans Afman, Nanouk Leopold, Britta Hosman, Albert ter Heerdt, Petra Goedings, Roberto van Eijden en Jan Vandierendonck. Hoofdgast tijdens het complete festival was actrice Monic Hendrickx. De presentatie tijdens het Gala was in handen van Peter Heerschop en Viggo Waas.

## Prijzen

### Gouden Kalf
- Beste lange speelfilm: Jeroen Beker en Frans van Gestel (Motel Films/IDTV Film), San Fu Maltha (Fu Works), Job Gosschalk (Kemna & Zonen) voor Alles is Liefde
- Beste korte film: Eric Steegstra voor Rif
- Beste acteur: Robert de Hoog voor zijn rol in Skin
- Beste actrice: Anneke Blok voor haar rol in Tiramisu
- Beste mannelijke bijrol: Ton Kas voor zijn rol in Vox Populi
- Beste vrouwelijke bijrol: Olga Louzgina voor haar rol in Het Zusje van Katia
- Beste scenario: Jan Eilander en Jolein Laarman voor Het Zusje van Katia
- Beste regie: Joram Lürsen voor Alles is Liefde
- Beste korte documentaire: Melle van Essen en Riekje Ziengs  voor Landschappen Waar Niemand van Weet
- Beste lange documentaire: Coco Schrijber voor Bloody Mondays & Strawberry Pies
- Beste televisiefilm: Jorien van Nes voor Den Helder
- Beste production design: Elsje de Bruijn voor TBS
- Beste camera: Menno Westendorp voor Het echte leven
- Beste sound design: Huibert Boon, Alex Booy en Robil Rahantoeknam voor Winterstilte
- Beste montage: Robert Jan Westdijk voor Het echte leven
- Beste muziek: Michiel Borstlap voor Tiramisu

### Overig
- Speciale juryprijs: Het stuntteam Willem de Beukelaer: Willem de Beukelaer, Marco Maas en Ronald Schuurbiers
- Film1 Publieksprijs: Paul Ruven voor Mafrika
- Prijs van de Nederlandse Filmkritiek: Eugenie Jansen voor Calimucho